# Лепилово (Вологодская область)
Лепилово — деревня в Кадуйском районе Вологодской области.
Входит в состав Никольского сельского поселения, с точки зрения административно-территориального деления — в Никольский сельсовет.
Расстояние по автодороге до районного центра Кадуя — 35 км, до центра муниципального образования села Никольское — 11 км. Ближайшие населённые пункты — Изорково, Лунино, Малышево, Стрелково.
По переписи 2002 года население — 4 человека.